# Given Lubinda

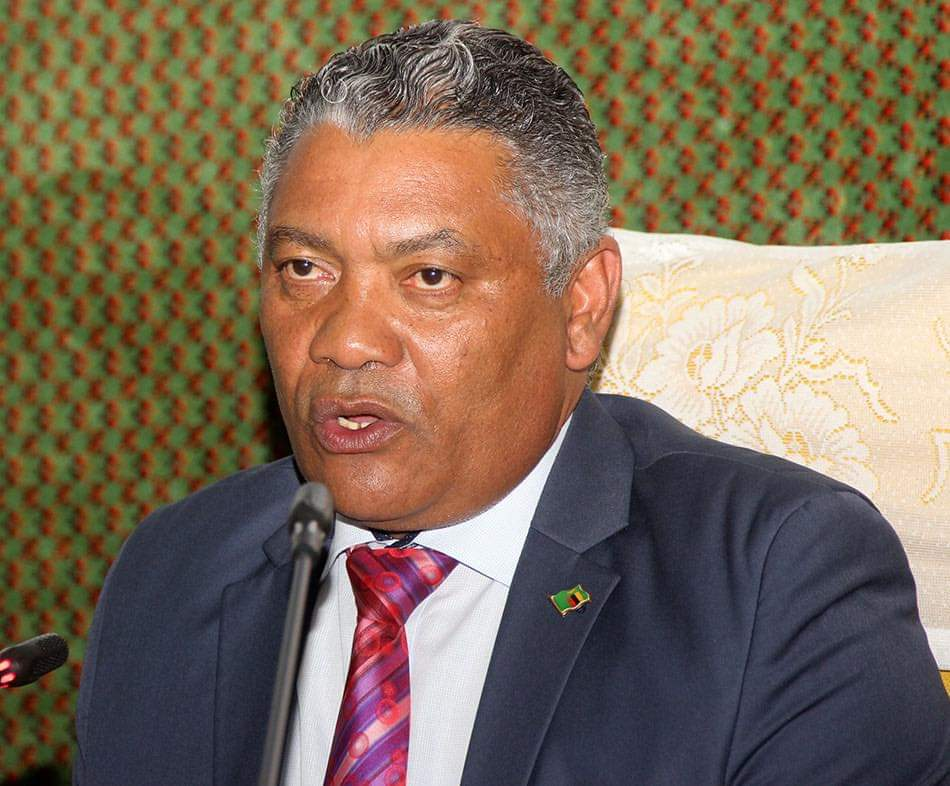
Given Lubinda, 2022

Given Lubinda (* 15. Mai 1963) ist ein sambischer Politiker der Patriotic Front (PF).

## Leben
Lubinda absolvierte ein Studium in Landwirtschaftsbetriebslehre und schloss dieses mit einem Diplom ab. Danach war er als Agronom tätig. Er wurde bei den Wahlen 2001 als Kandidat der Patriotic Front (PF) erstmals zum Mitglied der Nationalversammlung Sambias gewählt sowie bei den Wahlen 2006, 2011 und 2016 wiedergewählt und vertritt den Wahlkreis Kabwata.
Im September 2011 wurde er von Präsident Michael Sata zum Minister für Information, Rundfunk und Tourismus in dessen Kabinett berufen. Am 12. Januar 2012 übernahm er als Nachfolger von Chishimba Kambwili das Amt des Außenministers. Zusätzlich wurde er im Juli 2012 auch Minister für Tourismus und Künste. Am 26. Februar 2013 wurde er von Effron Lungu als Außenminister abgelöst, blieb aber weiterhin Minister für Tourismus und Künste. Nach dem Tode Satas am 28. Oktober 2014 behielt er dieses Ministeramt auch im Kabinett von dessen kommissarischen Nachfolger Guy Scott sowie im Kabinett von Edgar Lungu, der am 25. Januar 2015 das Amt des Präsidenten übernahm. Im Zuge einer Regierungsumbildung übernahm er im Februar 2015 das Amt des Ministers für Landwirtschaft und Viehzucht sowie im Oktober 2015 das Amt des Landwirtschaftsministers. Im Rahmen einer neuerlichen Kabinettsumbildung wurde er im September 2016 schließlich Justizminister. Seit Oktober 2016 ist er Mitglied des Ausschusses für Reformen und Modernisierung sowie des Ausschusses für Privilegien, Abwesenheiten und Unterstützungsdienste der Nationalversammlung.